# Congrès de Toulouse (1908)

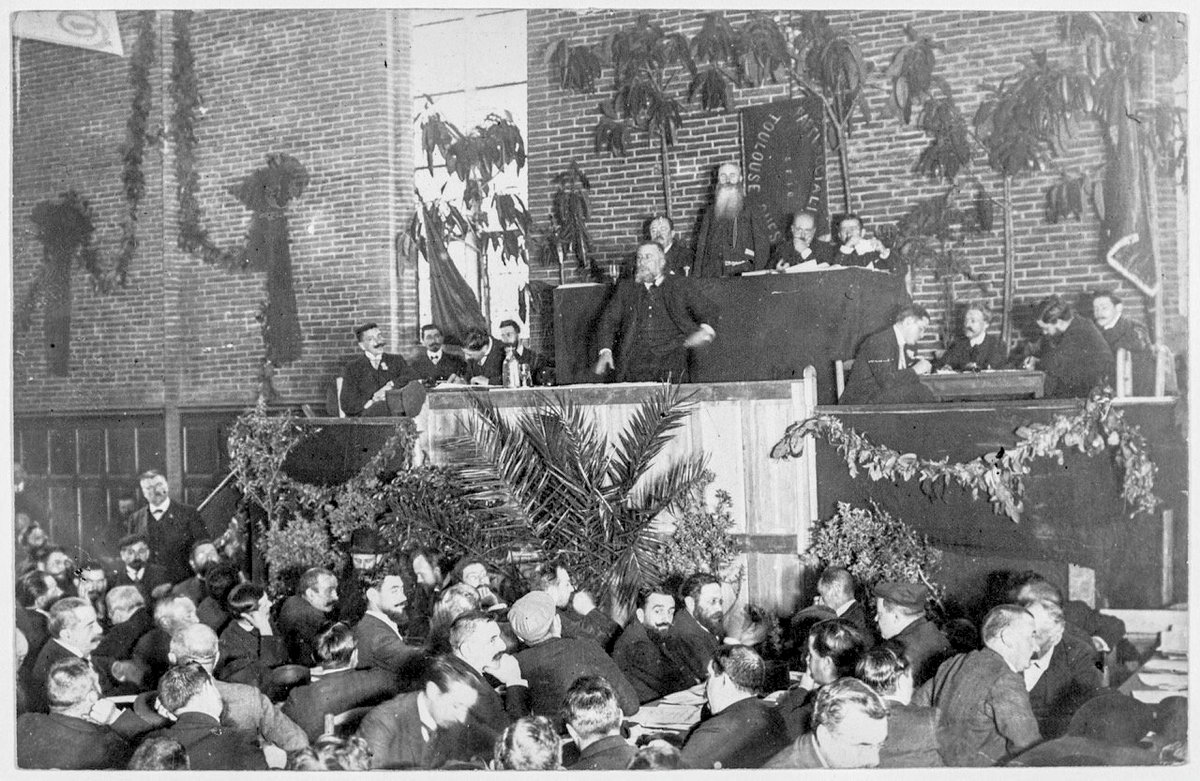
Congrès socialiste de 1908 à Toulouse.

Le congrès de Toulouse, qui se réunit du 15 au 18 octobre 1908 est le 5e congrès national de la SFIO. Il marque la prééminence de Jean Jaurès sur le mouvement socialiste français.

## Contexte
La Section française de l'Internationale ouvrière (SFIO) a été créée en 1905 lors du congrès du Globe, et le congrès de Toulouse est le cinquième congrès de ce parti.
Rémy Pech, historien et président de l'association des Amis de Jean Jaurès décrit le contexte politique avant le congrès ainsi : 

« Un gouvernement dominé par Clemenceau, lui-même éternel opposant aux ministères modérés, mais comportant aussi plusieurs socialistes dissidents, un péril de guerre européenne manifesté par la situation explosive des Balkans où les nationalismes rivaux s'exercent dans une course aux armements présageant des massacres, une société souffrante où les mouvements paysans et ouvriers sont durement réprimés, des vignerons languedociens en 1907 aux ouvriers parisiens en 1908. »

En 1908, la gauche française est désunie malgré les appels de Jaurès à une unité. Réunie autour de la séparation de l'église et de l'État et de la réhabilitation de Dreyfus, elle s'est ensuite fracturée, le parti Radical retardant les réformes et apparaissant de plus en plus comme un parti de l'ordre. La Confédération générale du travail (CGT) essaye de rassembler le monde ouvrier dans une tendance révolutionnaire avec grèves générales et actions directes. Au sein même de la SFIO, trois tendances s'affrontent :
- Les Insurrectionnels, souhaitent un parti révolutionnaire appuyé sur le syndicalisme[2];
- les Guesdistes, qui se méfient de l'agitation et sont encore sceptiques surr l'action parlementaire. Tirant leur force et une expérience des municipalités qu'ils ont conquises et des coopératives qu'ils ont créées, ils veulent organiser la gauche pour leur permettre d'accéder au pouvoir quant l'occasion se présentera[2];
- Les partisans de Jean Jaurès qui souhaite l'unité. Pour cela Jean Jaurès a renoncé à entrer au gouvernement. Sentant le danger imminent d'une guerre en Europe, il juge que la mobilisation du monde ouvrier est nécessaire pour l'empêcher[2].

## Congrès
Il réunit pendant 4 jours, du jeudi 15 au dimanche 18 octobre 1908, 300 militants, dont 292 représentants des fédérations au réfectoire du couvent des Jacobins à Toulouse.